# 헨드리케 반 안델 쉬퍼

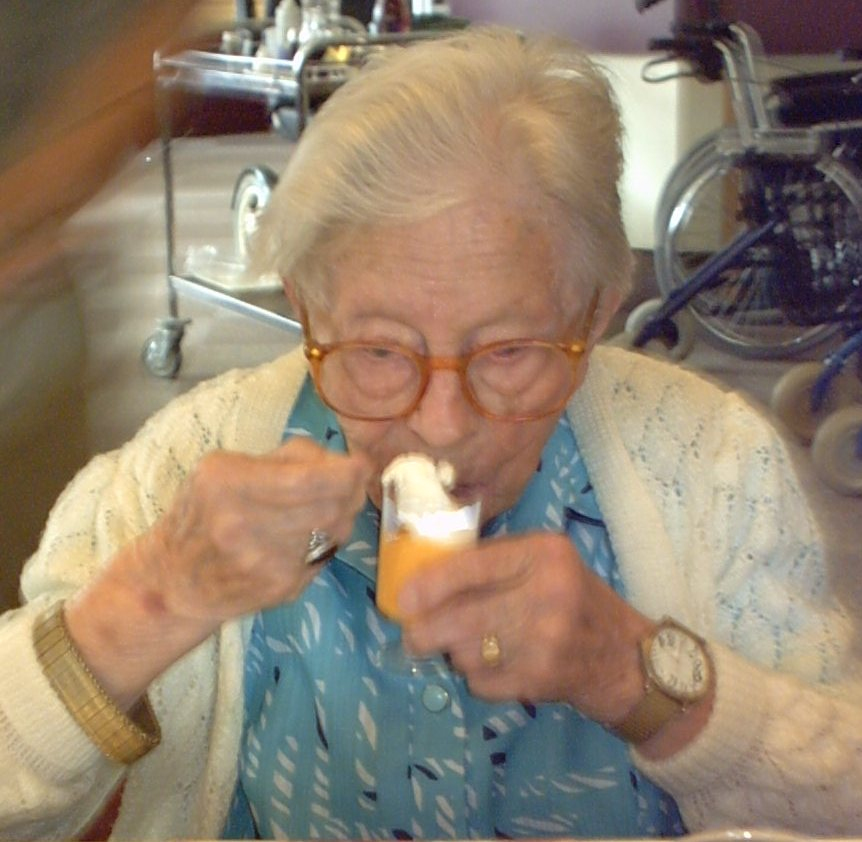

헨드리케 반 안델 쉬퍼(Hendrikje van Andel-Schipper, [ˈɦɛndrˈkjə vɑn ˈɑndəl ˈsximpər], 헨드리케 쉬퍼, Hendrikje Schipper, 1890년 6월 29일 – 2005년 8월 30일)는 네덜란드의 슈퍼센티네리언으로 115년 62일을 살았다. 2003년 9월 26일에 카타리나 반 담(Catharina van Dam)의 이전 기록을 깨뜨린 네덜란드 출신의 가장 나이 많은 사람이며, 2004년 5월 29일부터는 세계에서 가장 나이가 많은 것으로 확인된 사람으로 여겨졌다. 2001년 2월 16일 110년 232일의 나이로 네덜란드에서 생존한 최고령자가 되었다.